# Eria gibbsiae
Eria gibbsiae är en orkidéart som beskrevs av Robert Allen Rolfe. Eria gibbsiae ingår i släktet Eria och familjen orkidéer. Inga underarter finns listade i Catalogue of Life.